# (73827) Nakanohoshinokai
(73827) Nakanohoshinokai – planetoida z pasa głównego asteroid okrążająca Słońce w ciągu 4,35 lat w średniej odległości 2,66 j.a. Została odkryta 12 stycznia 1996 roku. Przed nadaniem nazwy planetoida nosiła oznaczenie tymczasowe (73827) 1996 AB3.